# Dysopirhinus
Dysopirhinus är ett släkte av skalbaggar. Dysopirhinus ingår i familjen vivlar.
Kladogram enligt Catalogue of Life:
| Dysopirhinus | \| \| Dysopirhinus aeruginosus \| \| \| \| \| \| Dysopirhinus albosparsus \| \| \| \| \| \| Dysopirhinus costatus \| \| \| \| \| \| Dysopirhinus gestroi \| \| \| \| \| \| Dysopirhinus grandis \| \| \| \| \| \| Dysopirhinus ochreatus \| \| \| \| \| \| Dysopirhinus quadrinotatus \| \| \| \| |
|              | \| \| Dysopirhinus aeruginosus \| \| \| \| \| \| Dysopirhinus albosparsus \| \| \| \| \| \| Dysopirhinus costatus \| \| \| \| \| \| Dysopirhinus gestroi \| \| \| \| \| \| Dysopirhinus grandis \| \| \| \| \| \| Dysopirhinus ochreatus \| \| \| \| \| \| Dysopirhinus quadrinotatus \| \| \| \| |
|              | Dysopirhinus aeruginosus |
|              | |
|              | Dysopirhinus albosparsus |
|              | |
|              | Dysopirhinus costatus |
|              | |
|              | Dysopirhinus gestroi |
|              | |
|              | Dysopirhinus grandis |
|              | |
|              | Dysopirhinus ochreatus |
|              | |
|              | Dysopirhinus quadrinotatus |
|              | |